# Tereziina chata
Tereziina chata je horská chata na vrcholu hory Kleť v katastru Křemže severozápadně od Českého Krumlova v Blanském lese. Je chráněna jako kulturní památka České republiky.

## Historie
Tereziina chata byla vybudována v roce 1925 a otevřena 4. října téhož roku. Jejím stavitelem byl Jan Štepán z Českých Budějovic. Chata byla postavena v sousedství rozhledny Josefova věž, v místě, kde předtím stál přístavek pro hajného. Náklady stavby činily 300 tisíc korun. Chata je ve stylu horských ubytoven s kamenným přízemím a dřevěnou vrchní stavbou. Své jméno dostala podle své patronky kněžny Terezie, manželky knížete a vévody krumlovského Jana Nepomuka II. ze Schwarzenbergu.
Již od svého otevření se Tereziina chata stala významným turistickým cílem na Českokrumlovsku. Byla využívána jak turistickými kluby a spolky, tak i knížecí rodinou k výletům a oslavám. Při těchto příležitostech po dobu První republiky na Kleti nechyběla ani živá hudba. Například poslední vévoda na Krumlově JUDr. Adolf Schwarzenberg Ph.D. slavil své narozeniny právě v chatě na Kleti.
V roce 1998 Českokrumlovský rozvojový fond, spol. s r.o. odkoupil horskou chatu s rozhlednou od Jednoty Kaplice za 4,5 mil. Kč s cílem její celkové rekonstrukce a zachování jejího veřejně prospěšného charakteru. Pro rekonstrukci objektů se však nepodařilo získat finanční spoluúčast ze státních či krajských veřejných zdrojů. Horskou chatu v dezolátním stavu a rozhlednu na Kleti koupil od fondu v roce 2004 za 7,1 mil. Kč českobudějovický podnikatel JUDr. Ladislav Faktor. S podporou grantu ze Společného regionálního operačního programu (SROP) realizoval v letech 2007–2008 projekt koncipovaný jako rekonstrukce a revitalizace kulturní památky s využitím pro provoz ubytovacích a stravovacích služeb.

## Dostupnost
Pěšky je chata dostupná po silnici:
- od horní stanice sedačkové lanové dráhy Krasetín – Kleť
- z Vyšného, části Český Krumlov, po níž vede Cyklistická trasa č. 1166 a 1166A

a po turistických trasách:
- po  zelené turistické značce z Vyšného.
- po  červené turistické značce ze Zlaté Koruny spojené na Bílém kameni s  modrou turistickou značkou z Vyšného.
- po  žluté turistické značce z Plešovic.
- po  zelené turistické značce z Holubova.
- po  žluté turistické značce z Křemže.
- po  modré turistické značce z Rohů.
- po  červené turistické značce z Červeného Dvora.
- po  naučná stezka Okolo Kletě.